# مگنا راج
مگنا راج (انگلیسی: Meghana Raj؛ زادهٔ ۳ مهٔ ۱۹۹۰) بازیگر سینما، مدل (شخص)، و هنرپیشه اهل هند است.
از فیلم‌ها یا برنامه‌های تلویزیونی که وی در آن نقش داشته‌است می‌توان به شراب قرمز، حافظه اشاره کرد.